# Forum Marinum
Le Forum Marinum est un musée maritime situé dans le quartier IX, en bordure du Port de Turku en Finlande.

## Histoire
Le musée est créé en 1999 par la fusion du Musée maritime de Turku fondé en 1977 et du Musée d'histoire maritime de l'Académie d'Åbo établi en 1936.

## Navires du musée
- Trois-mâts carré Suomen Joutsen
- Trois-mâts barque Sigyn
- Ketch S/Y Daphne
- Corvette Karjala (04)
- Mouilleur de mines Keihässalmi (05)
- Dragueur de mines MS Whilhelm Carpelan
- Vedette-torpilleur Tyrsky (117)
- Navire d'attaque rapide Nuoli 8
- Remorqueur S/S Vetäjä V
- Navire mixte S/S Bore
- Patrouilleur côtier Rautaville (fi)
- traversier Pikkuföri (fi)
- Bateau de police PMV-1391
- Cotre-pilote MKL 2103